# Mirror Man
Mirror Man är en låt av den brittiska synthpopgruppen The Human League utgiven som singel i november 1982. Den nådde 2:a plats på den brittiska singellistan och 19:e plats på Sverigetopplistan.
Singeln var det första som gruppen gav ut efter den stora hitlåten Don't You Want Me, utgiven nästan ett år tidigare. Mirror Man utgavs endast som singel och finns inte med på något av gruppens album. I USA ville skivbolaget inte ge ut den som singel om den inte följdes av ett album. Där utkom den först 1983 tillsammans med nästa singel (Keep Feeling) Fascination och tre andra låtar på EPn Fascination!.

## Utgåvor
7"-singel Virgin Records VS 522
1. Mirror Man – 3:48
2. You Remind Me Of Gold – 3:36

12"-singel Virgin Records VS 522-12
1. Mirror Man – 4:21
2. You Remind Me Of Gold – 3:36
3. You Remind Me Of Gold (Instrumental) – 3:53